# 중부방면대
중부방면대(일본어: 中部方面隊 주우부호우멘타이[*], 영어: Middle Army (MA))는 육상자위대의 방면대로, 긴키 지방, 주코쿠 지방, 시코쿠, 도카이 지방, 호쿠리쿠 지방을 방위한다. 2개 사단, 2개 여단을 기초 병력으로 예하에 두고 있으며, 관할지역 안에 31개 주둔지, 4개 분둔지, 21개 지방 협력 본부가 설치되어 있다.

## 편성

중부 방면대의 구조

- 중부 방면 총감부 - 이타미 주둔지
- 제3사단
- 제10사단
- 제13여단
- 제14여단
- 제4시설단
- 제8고사특과군
- 중부방면혼성단
- 중부방면특과대
- 중부방면시스템통신군
- 중부방면후방지원대
- 중부방면항공대
- 중부방면회계대
- 중부방면위생대
- 중부방면음악대
- 중부방면지휘소훈련지원대
- 중부방면정보대
- 간사이 보급처